# 旅鼠
旅鼠属于啮齿目仓鼠科田鼠亞科旅鼠族（学名：Lemmini），包含4个属约18种。

## 特征及习性
这种群居的小型鼠，在北极附近活动，包含北歐、美洲西北部、俄罗斯南部草原，长约7-15 cm ，重量大约30-112 g，特点是繁殖速度极快，妊娠期20-22天，且不冬眠，終年可生殖，一年能生7－8次，每次可生12子；小旅鼠出生后14-30天後便可交配，使族群數量一年內可增加十倍以上。旅鼠的食物是草根、草茎和苔藓。雪鸮、白鼬、北极狐喜食旅鼠。
旅鼠的寿命通常不超过一年。旅鼠的性成熟期，雄性为44天以上，而雌性为20～40天。

## 旅鼠效应
旅鼠效應（Arctic Hamster Effect 或 Lemmings Effect），泛指在團體中盲目跟隨的行為。這原本是描述旅鼠在恐慌時的集體跳海自殺行為，藉以描述無理性的社會集體行動。然而，旅鼠之自殺行為已證實為人類的曲解，但衍生出相關專有名詞，常用以形容「團體迷思」所產生的集體困境。
传说，当北欧挪威的旅鼠到達一定數量時，会变得烦躁不安，開始集體遷移。他们日夜不停地奔赴大海，最後溺死海中。1924年，英国生态学家查尔斯·埃尔顿署名发表了旅鼠自殺的文章。1958年获得奥斯卡金像奖的迪士尼动物记录片《白色荒野》描绘了旅鼠大规模迁徙并跳入北冰洋的场景，實際上這個鏡頭是在工作室內一個布置為冰天雪地的桌子上拍的，而電影中的旅鼠也不是落入海中，而是落到桌子下，而真正的旅鼠雖然偶爾會集體遷徙，但實際上並不進行集體自殺。旅鼠大规模群体自杀传闻已被证明并非事实。但旅鼠會自殺的形象，已經成了一個深植人心的刻板印象。
而旅鼠投海也不是一次以给其他族鼠保留生产空间和食物为目的的集体自杀，而是它们的“导航系统”故障的结果——实属计算失误。每过三至四年，由于数量剧增，旅鼠便会进行一次必要的大迁移。越过河流湖泊，它们看到一片海，却误以为横在眼前阻挡住通向新家园的不过又是一条小河，或是越过不见波涛的湖畔。而当它们意识到这是个错误的判断时，大错已经铸成，为时已晚。